# Rally Cataluña de 1986
El Rally Cataluña de 1986 fue la edición 22º, la ronda 44 de la temporada 1986 del Campeonato de Europa de Rally y la décima ronda del Campeonato de España. Se celebró entre el 23 y el 26 de octubre de ese año y el vencedor fue el italiano Fabrizio Tabaton a bordo de un Lancia Delta S4, que lograba su segunda victoria consecutiva en la prueba española. El podio lo completaron Carlos Sainz con un Renault 5 Maxi Turbo y Salvador Serviá con un Lancia Rally 037, puesto que le valió a Serviá para coronarse campeón de España por segunda vez.

## Clasificación final
| Pos.                 | Piloto              | Copiloto              | Automóvil            | Tiempo  | Diferencia |
| General              | General             | General               | General              | General | General    |
| -------------------- | ------------------- | --------------------- | -------------------- | ------- | ---------- |
| 1.                   | Fabrizio Tabaton    | Luciano Tedeschini    | Lancia Delta S4      | 4:17.45 | 0.0        |
| 2.                   | Carlos Sainz        | Antonio Boto          | Renault 5 Maxi Turbo | 4:22.09 | +4.24      |
| 3.                   | Salvador Servià     | Jordi Sabater         | Lancia Rally 037     | 4:24.08 | +6.23      |
| 4.                   | Patrick Snijers     | Dany Colebunders      | Lancia Rally 037     | 4:27.16 | +9.31      |
| 5.                   | Josep Arqué         | Xavier Muntañola      | Opel Manta 400       | 4:38.00 | +20.15     |
| 6.                   | Josep Bassas        | Maria Pilar Mas       | BMW 325i             | 4:47.25 | +29.40     |
| 7.                   | Borja Moratal       | Alfredo Rodríguez     | Peugeot 205 GTI      | 4:48.31 | +30.46     |
| 8.                   | Juan Carlos Pradera | Francisco Zubizarreta | Peugeot 205 GTI      | 4:50.51 | +33.06     |
| 9.                   | Alfonso Loza        | Manuel Larrarte       | Opel Kadett GSI      | 4:53.18 | +35.33     |
| 10.                  | Branislav Küzmič    | Rudi Šali             | Renault 5 Turbo      | 4:53.31 | +35.46     |
| Campeonato de España |                     |                       |                      |         |            |
| 1. (2.)              | Carlos Sainz        | Antonio Boto          | Renault 5 Maxi Turbo | 4:22.09 | 0.0        |
| 2. (3.)              | Salvador Servià     | Jordi Sabater         | Lancia Rally 037     | 4:24.08 | +1:59      |
| 3. (5.)              | Josep Arqué         | Xavier Muntañola      | Opel Manta 400       | 4:38.00 | +15:51     |
| 4. (6.)              | Josep Bassas        | Maria Pilar Mas       | BMW 325i             | 4:47.25 | +25:16     |
| 5. (7.)              | Borja Moratal       | Alfredo Rodríguez     | Peugeot 205 GTI      | 4:48.31 | +26:22     |
| 6. (8.)              | Juan Carlos Pradera | Francisco Zubizarreta | Peugeot 205 GTI      | 4:50.51 | +28:42     |
| 7. (9.)              | Alfonso Loza        | Manuel Larrarte       | Opel Kadett GSI      | 4:53.18 | +31:09     |

| Predecesor: Valais | ERC 1986 | Sucesor: Algarve |